# Dobbiaco
Dobbiaco (en allemand, Toblach) est une commune italienne d'environ 3 300 habitants située dans la province autonome de Bolzano dans la région du Trentin-Haut-Adige dans le nord-est de l'Italie. Surnommée, avec Sesto et San Candido, « comune delle Tre Cime »,, les autorités militaires italiennes ont fait référence à la commune sous le nom de Toblacco jusqu'à la fin de la Première Guerre mondiale.
Dobbiaco est situé à 1 250 m d'altitude, dans le val Pusteria, surnommée « vallée verte », dominée au sud par les parois rocheuses des Dolomites, tandis que de l'autre côté se dresse les Hohe Tauern et les Alpes carniques. La commune est également appelée la « porte d'entrée des Dolomites».

## Géographie
Situé au carrefour des principales voies de communication qui vont de Venise à la Bavière et de la vallée de l'Adige à la vallée de la Drave, Dobbiaco occupe une position stratégique.

### Topographie
La ville est divisée en deux zones appelées Alttoblach - Dobbiaco Vecchia, situées dans la position la plus élevée et précisément dans la vallée de San Silvestro (la rivière homonyme est un affluent de la Rienza), et Neutoblach - Dobbiaco Nuova, construits au début du XXe siècle près de la gare. Les deux zones sont clairement séparées du passage de la route nationale de Pusteria.
La zone municipale a une superficie totale de 126,33 km2, dont 11,5 km2 sont occupés par des zones résidentielles.
La face nord des Tre Cime di Lavaredo se trouve sur la commune de Dobbiaco.
D'un point de vue géologique, la ville de Dobbiaco est située sur la ligne insubrienne qui forme la frontière entre les Alpes du centre-est et du sud-est. Cette ligne commence à Mules-Mauls (haute vallée de l’Isarco), passe au-dessus du côté nord de la Basse Pusteria jusqu’à Brunico, continue au nord du centre de la vallée, traverse le côté extérieur de la vallée d’Anterselva, continue dans la vallée de Casies (Gsies) et ici par Frondeigen, Kandellen et ensuite Prato alla Drava (San Candido). Certaines zones de la commune de Dobbiaco font partie du parc naturel des Tre Cime et du parc naturel Fanes - Sennes - Braies.

### Hydrologie
La Drave prend sa source à l'est de la commune. Ici, elle n'est qu'un petit ruisseau, mais devient une véritable rivière dans la commune voisine de San Candido avec l'apport du rio Sesto. La Drave se jette finalement dans le Danube.
Une autre rivière importante qui coule au pied du village est la Rienza, qui prend sa source au pied des Tre Cime di Lavaredo et, en passant par le lac de Dobbiaco, se prépare à parcourir tout le val Pusteria jusqu'à Bressanone pour ensuite se jeter dans l'Isarco, qui se jette à son tour dans l'Adige. Ce fleuve appartient donc au bassin de la mer Adriatique.

### Hameaux
La commune comprend les hameaux (frazioni) de Carbonin (it) ((de) Schluderbach), de Santa Maria ((de) Aufkirchen) et de Valle San Silvestro ((de) Wahlen).

### Communes limitrophes
Les communes limitrophes sont  Auronzo di Cadore, Braies, Cortina d'Ampezzo, Innervillgraten, San Candido, Sesto, Valle di Casies et Villabassa.

## Climat
Dobbiaco est classé climatiquement dans la zone F, 4503, 1256.
À l'intérieur de la ville se trouve également la station météorologique de Dobbiaco, officiellement reconnue par l'Organisation météorologique mondiale et également le point de référence pour l'étude du climat de la région alpine correspondante.
Les jours de gelées d'hiver oscillent entre 30 et 40 chaque année, tandis que ceux de chaleur maximale, c'est-à-dire à partir de 25 °C, peuvent être regroupés en un peu moins d'un mois. Cela implique donc une zone constamment recouverte de neige en hiver (de décembre à février) et peu de chaleur en été.
| Mois                                | jan. | fév. | mars | avril | mai  | juin  | jui.  | août  | sep. | oct. | nov. | déc. | année |
| ----------------------------------- | ---- | ---- | ---- | ----- | ---- | ----- | ----- | ----- | ---- | ---- | ---- | ---- | ----- |
| Température moyenne (°C)            | −4,3 | −2,3 | −2,6 | 6,7   | 10,2 | 14,7  | 16,6  | 16,2  | 11,9 | 7,2  | 1,8  | −3   | 6,5   |
| Précipitations (mm)                 | 31,9 | 26   | 43,1 | 47,1  | 88,6 | 101,1 | 128,2 | 132,3 | 91,7 | 80,2 | 68,9 | 25,4 | 864,5 |
| Nombre de jours avec précipitations | 5    | 5    | 5    | 7     | 12   | 13    | 13    | 12    | 9    | 8    | 7    | 3    | 99    |

## Économie

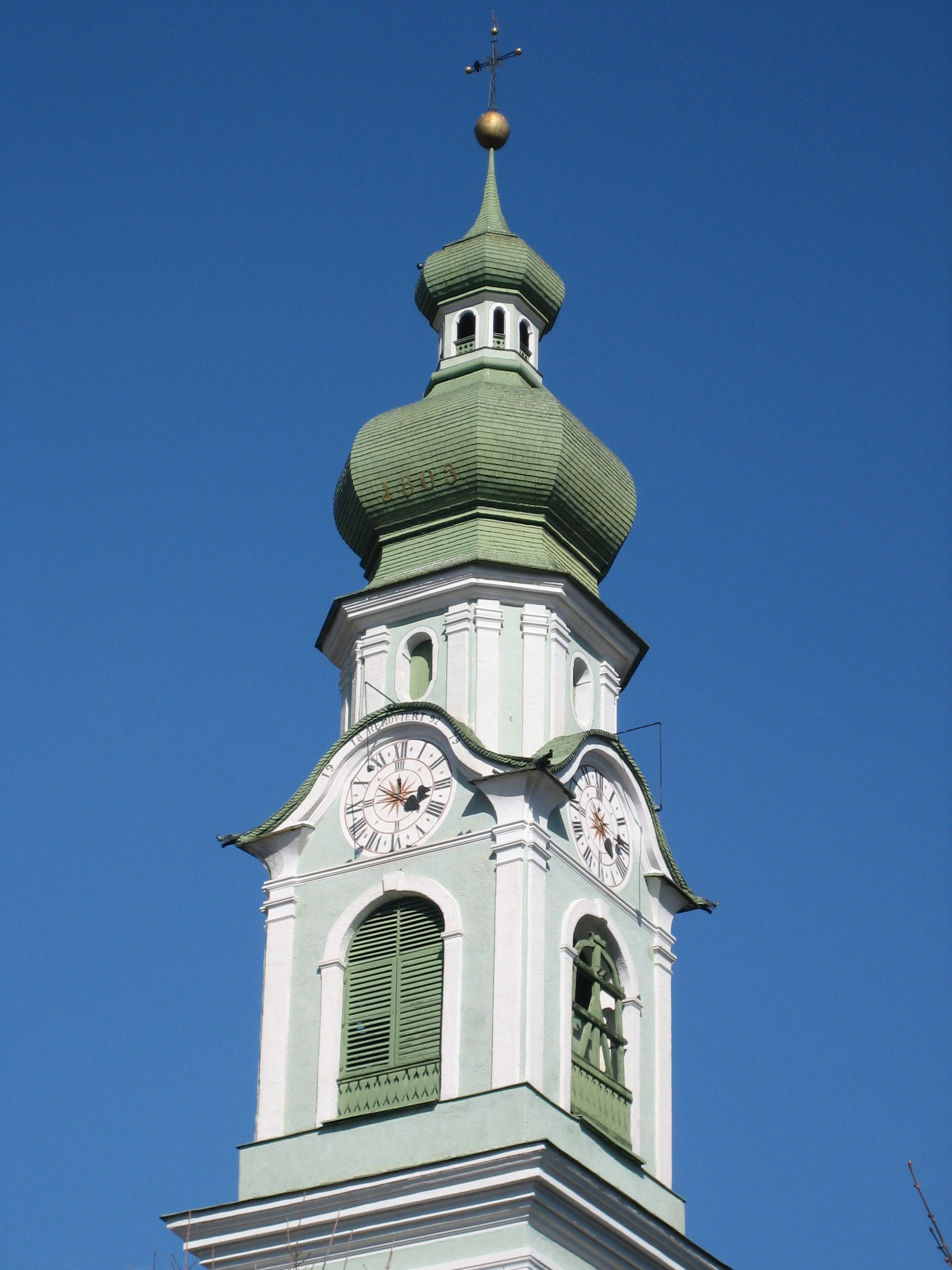
Église paroissiale de San Giovanni Battista à Dobbiaco

La laiterie de Dobbiaco a été fondée en 1883. Elle est l'une des plus anciennes du Trentin-Haut-Adige. Sa principale production est la barre de Dobbiaco, fromage typique en forme de pavé.

## Infrastructures et transports

### Routes
Dobbiaco est relié à toutes les principales communes du val Pusteria. La municipalité est traversée par deux routes principales : la route nationale 49 qui traverse la vallée jusqu'à la frontière autrichienne et la route nationale 51 qui, de Dobbiaco, après avoir traversé de nombreuses communes, tels que Cortina d'Ampezzo et Belluno, atteint Venise après environ 190 km.

### Chemins de fer

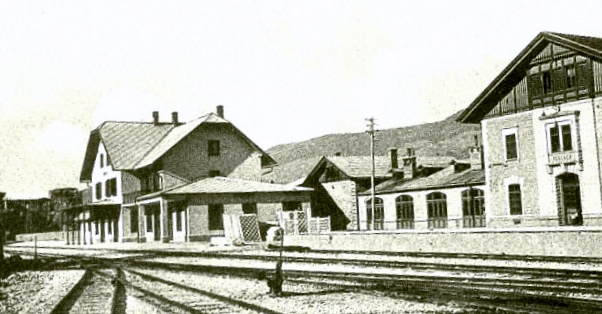
La gare de Dobbiaco sur une carte postale des années 1920.

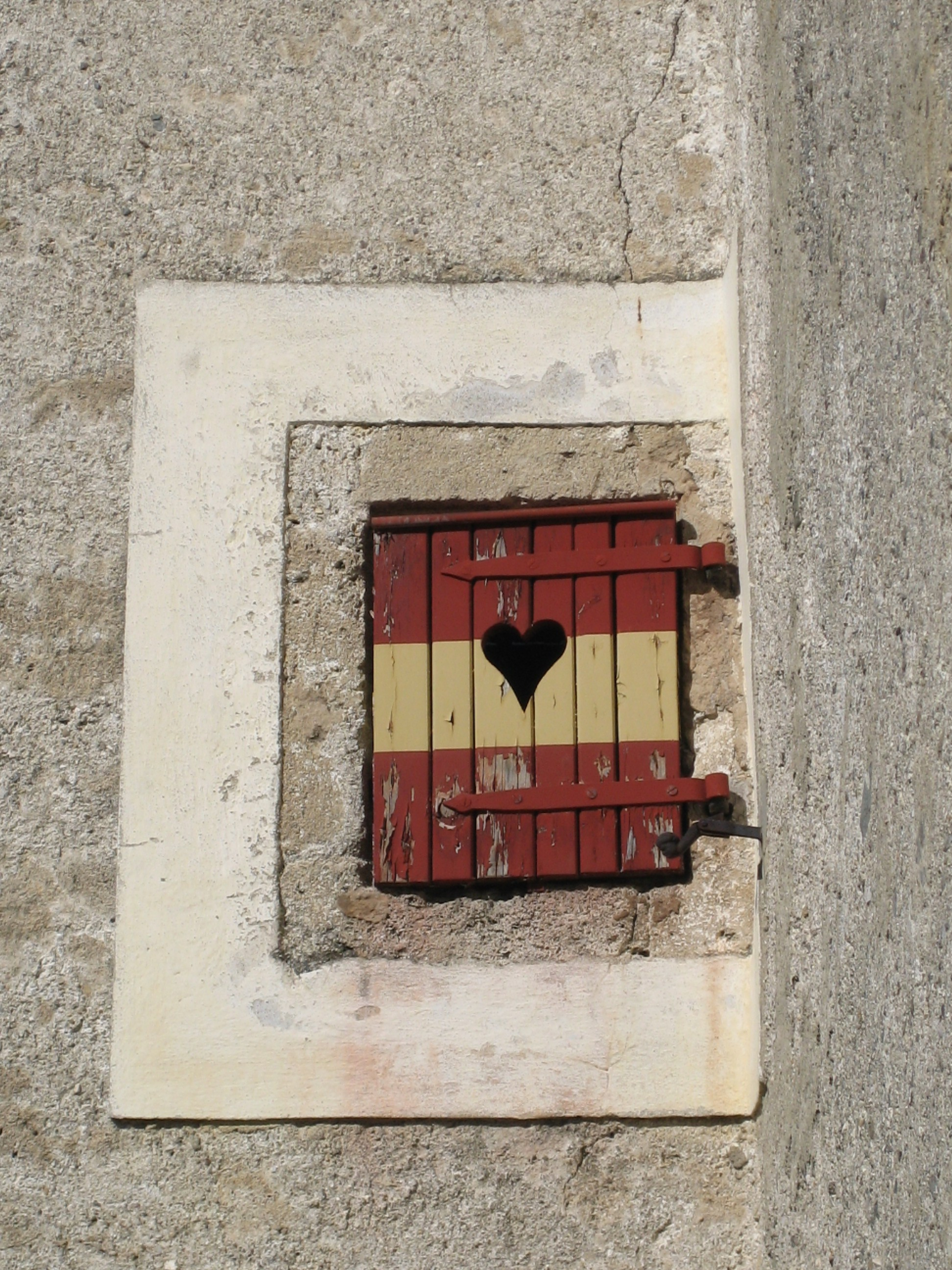
Une fenêtre de Dobbiaco

La gare de Dobbiaco (Bahnhof Toblach), desservie par des trains régionaux exploités par SAD et Trenitalia dans le cadre du contrat de service stipulé avec la province autonome de Bolzano, se trouve le long du chemin de fer val Pusteria. La station a reçu en 2017 la reconnaissance de station de l'année par l'Association des amis des chemins de fer Verein Freunde der Eisenbahn. 
Entre 1921 et 1962, les gares de Dobbiaco SFD, Dobbiaco Lago, Sorgenti et Landro étaient également actives, le long de la voie ferrée des Dolomites dont l'itinéraire, une fois le service annulé, a été adapté à la piste cyclable des Dolomites en été et à la piste ski de fond en hiver.

### Mobilité urbaine

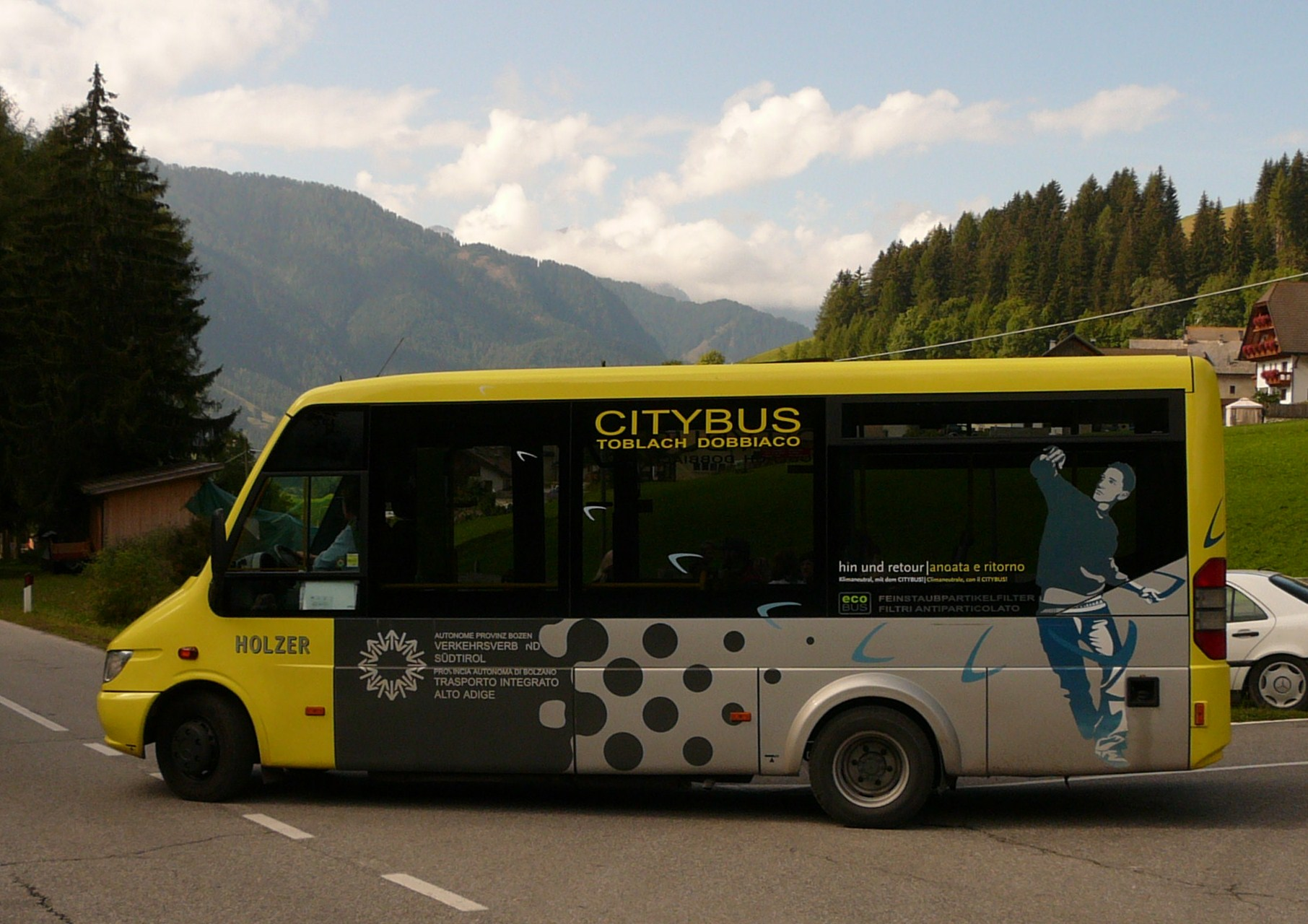
Un Citybus à Dobbiaco.

La ville est reliée à un service de bus du consortium SAD avec les principales communes du val Pusteria.
En ville, il y a une connexion urbaine appelée Citybus, qui relie la ville avec ses hameaux de San Silvestro et Santa Maria, avec le centre sportif nord, avec les pistes de ski, avec la gare routière et ferroviaire, et même avec le stade de ski de fond, au sud de Dobbiaco.

## Personnalités liées à Dobbiaco
- Le compositeur et chef d'orchestre autrichien Gustav Mahler a passé les trois derniers étés de sa vie à Toblach (1908-1909-1910). Il y a composé le Chant de la Terre et les symphonies n° 9 et n° 10.
- Eugenio Monti (1928-2003), né à Dobbiaco, double champion olympique (bob à 2 et bob à 4) de bobsleigh lors des Jeux de Grenoble (1968).